# Agnieszka Smoczyńska
Agnieszka Smoczyńska est une réalisatrice et scénariste polonaise, née le 18 mai 1978 à Wrocław (Basse-Silésie).

## Biographie
Agnieszka Smoczyńska naît le 18 mai 1978 à Wrocław, dans la voïvodie de Basse-Silésie.
En 2005, elle assiste aux cours à l'université de Silésie, à Katowice, d'où elle sort diplômée, et, en 2006, à l'école supérieure de réalisation cinématographique Andrzej Wajda (pl), à Varsovie.
En 2015, elle sort son premier long métrage d'horreur musical The Lure (Córki Dancingu).
En 2019, elle fait partie du jury du Festival Nouveaux Horizons.

## Filmographie

### En tant que réalisatrice

#### Cinéma

##### Longs métrages
- 2015 : The Lure (Córki Dancingu)
- 2018 : The Field Guide to Evil (segment The Kindler and The Virgin)
- 2018 : Fugue (Fuga)
- 2022 : The Silent Twins
- n/a : Hot Spot (en cours)

##### Courts métrages
- 2003 : Sciana
- 2003 : Kapelusz
- 2003 : Guanipa
- 2004 : 3 Love
- 2005 : Sieroty (documentaire)
- 2005 : Krótki film o nauczycielu muzyki
- 2005 : Artykul 567 (documentaire)
- 2007 : Aria Diva
- 2010 : Viva Maria! (documentaire)

#### Télévision

##### Téléfilms
- 2016 : Teatroteka: Wasza Wysokosc

##### Séries télévisées
- 2000-2011 : Plebania (49 épisodes)
- 2004 : Teatr Telewizji (saison 51, épisode 18 : Sceny z powstania)
- 2012-2013 : Wszystko przed nami (99 épisodes)
- 2013-2014 : Na dobre i na złe (6 épisodes)
- 2018 : 1983 (saison 1, épisode 7 : Mayday)
- 2020 : Warrior Nun (2 épisodes)

### En tant que scénariste

#### Cinéma

##### Courts métrages
- 2003 : Kapelusz
- 2003 : Guanipa
- 2004 : 3 Love
- 2005 : Sieroty (documentaire)
- 2007 : Aria Diva
- 2010 : Viva Maria! (documentaire)

#### Télévision

##### Séries télévisées
- 2004 : Teatr Telewizji (saison 51, épisode 18 : Sceny z powstania)